# Brawl Stars
Brawl Stars este un joc video freemium multiplayer pentru iOS și Android, dezvoltat și publicat de Supercell.

## Gameplay
Brawl Stars este un joc multiplayer online battle arena în care jucătorii se luptă cu alți jucători sau inamici controlați de o inteligență artificială, în diferite arene. Jucătorii aleg dintre numeroase carcatere (brawleri) pe care îi au deblocați, fiecare cu un stil de joc diferit. În funcție de câștigarea sau pierderea unui joc, jucătorii pot primi sau pierde trofee. Acest lucru îi afectează nu doar pe fiecare brawler în parte (care poate astfel crește în nivel în funcție de numărul de trofee pe respectivul brawler), ci și numărul total de trofee al jucătorului. "Trophy Road-ul" îi oferă recompense jucătorului după ce atinge un anumit număr total de trofee, de la brawleri noi la monede, gemuri și puncte folosite pentru a își actualiza fiecare brawler în parte (ce pot fi toate găsite și în "Brawl Box-uri", fie cumpărate din magazin, fie obținute prin jetoane, câștigate după fiecare victorie; totuși există un număr limitat de jetoane ce pot fi obținute într-o zi, (ci anume 200). Jocul include și un "Brawl Pass", ce poate fi cumpărat și, asemănător cu Trophy Road, îi oferă jucătorului recompense, însă în funcție de numărul de jetoane ci nu de trofee, precum și diferite provocări, unele pentru fiecare brawler în parte, ce îl recompensează pe jucător cu jetoane.Din 2023 brawleri au fost scosi din trophy road.
Brawl Stars oferă numeroase moduri de joc, majoritatea 3 vs 3, precum Gem Grab, Brawl Ball, Heist, Bounty și Siege. Există și Showdown, care poate fi fie Solo, unde se luptă 10 jucători individual, Duo, unde sunt 5 echipe de câte 2 jucători sau trio care este editie limitata unde sunt 4 echipe a cate 3. În Showdown apare un gaz care te raneste si astfel conduce jucatorii in mijlocul hartii, ca sa grabeasca jocul. Ocazional, aceste moduri de joc au parte de adăugarea unor noi elemente (modifier-uri ca Energy Drink care ofera o sansa ca o bautura sa apara oriunde pe harta si cine o ia i se ofera viteza, viata si putere sporita) pentru a le diversifica.  În plus, există câteva moduri de joc care devin valabile doar în weekend-uri(Big Game unde este un jucator cu multa viata si putere care se lupta cu inca 5). Jucătorii își pot invita prietenii sau membri din clubul din care fac parte să se alăture echipei lor pentru a juca împreună.

### Brawleri:
Jocul include în prezent 86 de brawleri, împărțiți în 5 rarități: Rari, Super Rari, Epici, Mitici, Legendari(raritatea cromatica nu mai exista) și brawleri temporali (de exemplu Buzz Lightyear <decembrie, 2024, feburearie 2025),  cu ei nu se poate juca în Ranked, , iar din update-ul din iunie 2025 va fi o nouă raritate, Super Legendary. În funcție de cât de greu se obțin din credite.
Pe măsură ce atacă inamicii, brawlerii își încarcă „Super-ul” (Ultimata), o abilitate specială și unică pentru fiecare brawler, variind de la a vindeca aliații din apropiere sau a deveni temporar invizibili, la a plasa o turetă care atacă automat inamicii. Fiecare brawler are, de asemenea, două abilități numite "Star Power", care devin accesibile la nivelul 9,  iar 11 este nivelul maxim, însemnând că sunt active constant și nu necesită să fie activate de jucător; totuși, fiecare brawler poate avea echipat un singur Star Power. Există și "Gadget-uri", ce devin accesibile la nivelul 7 și pot fi folosite de un număr limitat de ori în fiecare meci. În plus, fiecare brawler poate avea mai multe skin-uri, care sunt pur cosmetice, schimbându-le aspectul fizic, atacul (forma si/sau culorea), voiceline-ul și pot fi cumpărate cu gemuri si/sau bling-uri din magazin. Spre deosebire de Star Power-uri și Gadgeturi, care se pot lua din star dropuri și cu bani. Există și hypercharge-uri, care apartin doar anumitor brawleri si sunt o abilitate disponibila doar la nivelul 11. 

Brawl pass-ul premium (costa bani) oferă avantaje față de cel gratis. Brawl pass-ul cu bani oferă un skin si inca 2 variante ale acelui skin, toate 3 fiind disponibile decat daca te-ai jucat in timpul sezonului. In schimb Brawl Pass-ul gratuit ofera ca recompense gemuri, bani, credite power point-uri si Star drop-uri. Cel premium ofera tot ce ofera ce gratis si alte lucruri in plus ca spray-uri sau pin-uri
Din decembrie 2023 pass-ul poate fi cumparat doar cu bani realii.

Din decembrie 2023 pass-ul nu mai ofera brawleri.

## Brawl Pass
În mai 2020, o actualizare a jocului a adăugat un nou sistem de recompensă numit „Brawl Pass”.  Când jucătorii concurează în lupte, câștigă jetoane pentru a progresa de-a lungul Brawl Pass-ului. Jucătorii pot câștiga cutii, gem-uri, skin-uri, pin-uri, monede, power points și brawleri din Pass. Există două niveluri ale Brawl Pass. Toți jucătorii au gratuit Brawl Pass în mod implicit. Jucătorii pot achiziționa Brawl Pass premium cu gemuri.
Brawl pass-ul cu bani nu oferă foarte multe avantaje față de cel gratis. Brawl pass-ul cu bani oferă un brawler chromatic și 2 skin-uri exclusive în rest Brawl Pass-ul gratuit are mai multe recompense: adică pin pack, gemuri, boxuri. Cel cu bani oferă boxuri dar oferă mai puține.
| Nume Brawler  | Raritate         | Clasă         | Atac                | Ultimată           | Star Power                           | Gadget                                | Skin-uri |
| ------------- | ---------------- | ------------- | ------------------- | ------------------ | ------------------------------------ | ------------------------------------- | --- |
| Shelly        | Starting Brawler | Damage Dealer | Buckshot            | Super Shell        | Shell Shock, Band-Aid                | Fast Forward, Clay Pigeons            | Star (gratuit pentru jucătorii înregistrați înainte de 2019, exclusiv), Bandita (30 de gemuri), Witch (150 de gemuri, exclusiv de Halloween), PSG (80 de gemuri), True Silver (10.000 de monede), True Gold (25.000 de monede), Boca, America, U de Chile (49 de gemuri), Princess (exclusiv la Brawl Pass)                                       |
| Nita          | Rare             | Damage Dealer | Rupture             | Overbearing        | Bear with Me, Hyper Bear             | Bear Paws, Faux Fur                   | Panda (30 de gemuri), Red Nose (150 de gemuri, exclusiv de Crăciun), Shiba (150 de gemuri), Koala (80 de gemuri), True Silver (10.000 de monede) True Gold (25.000 de monede), Whalewatch (149 de gemuri), Nian (25.000 star points, trebuie jucate 50 de meciuri de power league în timpul sezonului zece pentru a avea șansa de al achiziționa) |
| Colt          | Rare             | Damage Dealer | Six-Shooters        | Bullet Storm       | Slick Boots, Magnum Special          | Speedloader, Silver Bullet            | Rockstar (30 de gemuri), Royal Agent (150 de gemuri, exclusiv de Anul Nou Chinezesc), Outlaw (500 star points), Corsair (150 de gemuri, exclusiv de Crăciun) Challenger (4,99 dolari americani, exclusiv), Gunslinger (Brawl Pass exclusiv) |
| Bull          | Rare             | Tank          | Double-Barrel       | Bulldozer          | Berserker, Tough Guy                 | T-Bone Injector, Stomper              | Viking (80 de gemuri), Touchdown (80 de gemuri, în arhivă), Linebacker (2500 star points), Barbarian King (gratuit cu ocazia sărbătoriri aniversării de 10 ani a fondarea companiei Supercell, exclusiv), Space OX (149 de gemuri, exclusiv de Anul Nou Chinezesc), True Silver (10.000 de monede), True Gold (25.000 de monede)                  |
| Jessie        | Rare             | Damage Dealer | Shock Rifle         | Scrappy!           | Energize, Shocky                     | Spark Plug, Recoil Spring             | Summer (80 de gemuri), Dragon Knight (150 de gemuri), Shadow Knight (10.000 star points), Tanuki (150 de gemuri), Red Dragon (gratuit cu ocazia sărbătoriri lansării jocului Brawl Stars în China, exclusiv), True Silver (10.000 de monede), True Gold (25.000 de monede)                                                                        |
| Brock         | Rare             | Damage Dealer | Rockin' Rocket      | Rocket Rain        | Incendiary, Rocket No. Four          | Rocket Laces, Rocket Fuel             | Beach (80 de gemuri), Boom Box (80 de gemuri, în arhivă), Lion Dance (150 de gemuri, exclusiv de Anul Nou Chinezesc), Hot Rod (150 de gemuri), Super Ranger (gratuit, obținut din Brawl Pass, exclusiv), Old School Brock (gratuit de Crăciun în 2020, exclusiv)                                                                                  |
| Dynamike      | Rare             | Damage Dealer | Short Fuse          | Big Barrel o' Boom | Dyna-Jump, Demolition                | Fidget Spinner, Satchel Charge        | Santa (80 de gemuri, exclusiv de Crăciun), Spicy (150 de gemuri, în arhivă), Robo (300 de gemuri), Coach (150 de gemuri), Bellhop Mike (gratuit, obținut din Brawl Pass, exclusiv), PSG Mike (149 de gemuri) |
| Bo            | Rare             | Damage Dealer | Eagle-eyed          | Catch a Fox        | Circling Eagle, Snare a Bear         | Super Totem, Tripwire                 | Mecha (300 de gemuri), Light Mecha (10.000 star points), Gold Mecha (50.000 star points), Horus (150 de gemuri, concept creat de artistul Gedi-Kor) Underworld Bo (150 de gemuri), Warrior Bo (30 de gemuri) |
| Tick          | Rare             | Damage Dealer | Minimines           | Headfirst          | Well Oiled, Automa-Tick Reload       | Mine Mania, Last Hurrah               | King Crab (80 de gemuri), Snowman Tick (79 de gemuri, exclusiv de Crăciun), True Silver (10.000 de monede), True Gold (25.000 de monede) |
| 8-BIT         | Rare             | Damage Dealer | Blaster Beams       | Damage Booster     | Boosted Booster, Plugged In          | Cheat Cartridge, Extra Credits        | Classic (30 de gemuri), Virus (300 de gemuri, exclusiv de Anul Nou Chinezesc), Saloon (25.000 star points, trebuie jucate 100 de meci-uri de power league în timpul sezonului șase pentru a avea șansa de al achiziționa) |
| Emz           | Rare             | Damage Dealer | Spray               | Caustic Charisma   | Bad Karma, Hype                      | Friendzoner                           | College (500 star points), True Silver (10.000 de monede), True Gold (25.000 de monede), Super Fan (150 de gemuri) |
| STU           | Rare             | Assassin      | Razzle Dazzle       | Nitro Boost        | Zero Drag, Gaso-Heal                 | Speed Zone, Breaktrough               | Superstar (29 de gemuri) |
| El Primo      | Rar              | Tank          | Fists of Fury       | Flying Elbow Drop  | El Fuego, Meteor Rush                | Suplex Supplement, Asteroid Belt      | El Rudo (80 de gemuri), El Rey (150 de gemuri), El Brown (150 de gemuri, promoție cu rețeaua de socializare LINE), True Silver (10.000 de gemuri), True Gold (25.000 de monede), El Atomico (10.000 star points) |
| Barley        | Rar              | Damage Dealer | Undiluted           | Last Call          | Medical Use, Extra Noxious           | Sticky Syrup Mixer, Herbal Tonic      | Golden (30 de gemuri), Wizard (gratuit pentru jucătorii cu Supercell ID), Maple (80 de gemuri), Bakesale (150 de gemuri), Red Wizard (2500 star points), True Silver (10.000 de monede), True Gold (25.000 de monede) |
| Poco          | Rar              | Support       | Power Chord         | Encore             | Da Capo! Screeching Solo             | Tuning Fork, Protective Tunes         | Serenade (150 de gemuri), Pirate (80 de gemuri, exclusiv de Crăciun), Starr (gratuit, obținut din Brawl Pass, exclusiv) |
| Rosa          | Rar              | Tank          | Hands of Stone      | Strong Stuff       | Plant Life, Thorny Gloves            | Grow Light, Unfriendly Bushes         | Halloween (80 de gemuri, exclusiv de Halloween) |
| Rico          | Super Rar        | Damage Dealer | Bouncy Bullets      | Trick Shot         | Super Bouncy, Robo Retreat           | Multiball Launcher, Bouncy Castel     | Loaded (150 de gemuri), Popcorn (150 de gemuri), Ricochet (gratuit de Crăciun în 2019, exclusiv), Guard (150 de gemuri), True Silver (10.000 de monede), True Gold (25.000 de monede) |
| Darryl        | Super Rar        | Tank          | Double Deuce        | Barrel Roll        | Steel Hops, Rolling Reload           | Recoiling Rotator, Tar Barrel         | Dumpling (80 de gemuri, exclusiv de Anul Nou Chinezesc), Mascot (80 de gemuri), D4R-RY1 (gratuit, obținut din Brawl Pass, exclusiv), True Silver (10.000 de monede), True Gold (25.000 de monede) |
| Penny         | Super Rar        | Damage Dealer | Plunderbuss         | Old Lobber         | Last Blast, Balls of Fire            | Pocket Detonator, Captain's Compass   | Lil Helper (80 de gemuri, exclusiv de Crăciun), Bunny (80 de gemuri), Dark Bunny (10.000 star points), Smuggler (25.000 star points, trebuie jucate 50 de meci-uri de power league în timpul sezonului cinci pentru a avea șansa de al achiziționa)                                                                                               |
| Carl          | Super Rar        | Damage Dealer | Pickaxe             | Tailspin           | Power Throw, Protective Pirouette    | Heat Ejector, Flying Hook             | Road Rage (80 de gemuri), Hog Rider (80 de gemuri), Leonard (80 de gemuri, promoție cu rețeaua de socializare LINE), Captain (150 de gemuri, exclusiv de Crăciun), Dark Tide (10.000 star points) |
| Jacky         | Super Rar        | Tank          | Groundbreaker       | Holey Moley!       | Counter Crush, Hardy Hard Hat        | Pneumatic Booster,                    | Constructor (30 de gemuri), Ultra Driller (150 de gemuri) |
| Piper         | Epic             | Damage Dealer | Gunbrella           | Poppin'            | Ambush, Snappy Sniping               | Auto Aimer, Homemade Recipe           | Pink (500 star points), Calavera (80 de gemuri, exclusiv de Halloween), Cupid (150 de gemuri), True Silver (10.000 de monede), True Gold (25.000 de monede), Choco (79 de gemuri) |
| Pam           | Epic             | Support       | Scrapstorm          | Mama's Kiss        | Mama's Hug, Mama's Squeeze           | Pulse Modulator, Scrapsucker          | Holiday (80 de gemuri) |
| Frank         | Epic             | Tank          | Hammer Hit          | Stunning Blow      | Power Grab, Sponge                   | Active Noise Canceling                | Caveman (80 de gemuri, în arhivă), DJ (80 de gemuri), Holiday Party (149 de gemuri, exclusiv de Crăciun), True Silver (10.000 de monede), True Gold (25.000 de monede) |
| Bibi          | Epic             | Damage Dealer | Three Strikes       | Spitball           | Home Run, Batting Stance             | Vitamin Booster                       | Heroine (150 de gemuri, exclusiv de Anul Nou Chinezesc), Zombibi (80 de gemuri), Bibilante (49 de gemuri) |
| Bea           | Epic             | Damage Dealer | Big Sting           | Iron Hive          | Insta Beeload, Honey Coat            | Honey Molasses, Rattled Hive          | Ladybug (30 de gemuri), Mega Beetle (150 de gemuri), Archvillain (79 de gemuri), Neko (79 de gemuri), Gold Neko (149 de gemuri) |
| Nani          | Epic             | Damage Dealer | Trigger-Nometry     | Manual Override    | Autofocus, Tempered Steel            | Warp Blast, Return to Sender          | Retro (30 de gemuri), Sally (150 de gemuri, promoție cu rețeaua de socializare LINE) |
| Edgar         | Epic             | Assassin      | Fight Club          | Vault              | Hard Landing, Fisticuffs             | Let's Fly, Hardcore                   | Quickdraw (79 de gemuri) |
| Griff         | Epic             | Damage Dealer | Coin Toss           | Cashback           | Keep the Change, Business Resilience | Piggy Bank                            | High Score (79 de gemuri), Sleigher (149 de gemuri), Sunken Chest (149 de gemuri), True Silver (10.000 de monede), True Gold (25.000 de monede) |
| Mortis        | Mitic            | Assassin      | Shovel Swing        | Life Blood         | Creepy Harvest, Coiled Snake         | Combo Spinner, Survival Shovel        | Top Hat (gratuit), Rockabilly (150 de gemuri, în arhivă), Night Witch (150 de gemuri), Rogue (150 de gemuri), True Silver (10.000 de monede), True Gold (25.000 de monede), True Silver (Hat)(10.000 de monede), True Gold (Hat) (25.000 de monede)                                                                                               |
| Tara          | Mitic            | Damage Dealer | Triple Tarot        | Gravity            | Black Portal, Healing Shade          | Psychic Enhancer, Support from Beyond | Iris (500 star points), Street Ninja (80 de gemuri, exclusiv de Anul Nou Chinezesc), True Silver (10.000 de monede), True Gold (25.000 de monede), Misfortune Tara (149 de gemuri) |
| Gene          | Mitic            | Support       | Smoke Blast         | Magic Hand         | Magic Puffs, Spirit Slap             | Lamp Blowout, Vengeful Spirits        | Pirate (80 de gemuri), Evil (150 de gemuri), True Silver (10.000 de monede), True Gold (25.000 de monede) |
| Max           | Mitic            | Support       | Faster Blaster      | Let's Go!          | Super Charged, Run n' Gun            | Phase Shifter, Sneaky Sneakers        | GT (30 de gemuri), Streetwear (80 de gemuri), Cony (150 de gemuri) |
| Mr. P         | Mitic            | Damage Dealer | Your Suitcase Sir!  | Porters! Attack!   | Handel With Care, Tin Can            | Service Bell, Porter Reinforcements   | Agent (30 de gemuri) |
| Sprout        | Mitic            | Support       | Seed Bomb           | Hedge              | Overgrowth, Photosynthesis           | Garden Mulcher, Transplant            | Tropical (30 de gemuri), Lunar (150 de gemuri) |
| Byron         | Mitic            | Support       | Careful Dose        | Full Treatment     | Malaise, Injection                   | Shot In The Arm                       | |
| Squeak        | Mitic            | Damage Dealer | Sticky Bomb         | Big Blob           | Chain Reaction, Super Sticky         | Wind Up                               | Ghost (49 de gemuri, exclusiv de Halloween) |
| Spike         | Legendar         | Damage Dealer | Needle Grenade      | Stick Around!      | Fertilize, Curveball                 | Popping Pincushion, Life Plant        | Sakura (80 de gemuri), Robo (150 de gemuri), Mask (30 de gemuri), Dark Lord (149 de gemuri, exclusiv de Anul Nou Chinezesc), True Silver (10.000 de monede), True Gold (25.000 de monede) |
| Crow          | Legendar         | Assassin      | Switchblade         | Swoop              | Extra Toxic, Carrion Crow            | Defense Booster, Slowing Toxin        | White (80 de gemuri), Phoenix (300 de gemuri), Mecha (300 de gemuri), Night Mecha (10.000 star points), Gold Mecha (50.000 star points), True Silver (10.000 de monede), True Gold (25.000 de monede) |
| Leon          | Legendar         | Assassin      | Spinner Blades      | Smoke Bomb         | Smoke Trails, Invisiheal             | Clone Projector, Lollipop Drop        | Shark (80 de gemuri), Sally (80 de gemuri, promoție cu rețeaua de socializare LINE), Werewolf (150 de gemuri, exclusiv de Halloween), True Silver (10.000 de monede), True Gold (25.000 de monede) |
| Sandy         | Legendar         | Support       | Pebble Blast        | Sandstorm          | Rude Sands, Healing Winds            | Sleep Stimulator, Sweet Dreams        | Sleepy (30 de gemuri), Sugar Rush (80 de gemuri), Lantern (149 de gemuri) |
| Amber         | Legendar         | Damage Dealer | Dragon's Breath     | Torch'Em           | Wild Flames, Scorchin' Siphon        | Fire Starters                         | de la Vega (149 de gemuri) |
| Meg           | Legendar         | Damage Dealer | Target Acquired     | Mega Machina       | Force Field, Heavy Metal             | Jolting Votes                         | |
| Gale          | Cromatic         | Hybrid        | Polar Vortex        | Gale Force!        | Blustery Blow, Freezing Snow         | Spring Ejector, Twister               | Merchant (gratuit, obținut din Brawl Pass, exclusiv), Nutcracker (149 de gemuri) |
| Surge         | Cromatic         | Damage Dealer | Juice of Justice    | Party Tricks       | To the Max!, Serve Ice Cold          | Power Surge                           | Mecha Paladin (gratuit, obținut din Brawl Pass, exclusiv), DIY (Do It Yourself, 49 de gemuri) |
| Colette       | Cromatic         | Damage Dealer | Taxing Shot         | Time To Collect    | Push It, Mass Tax                    | Na-ah!                                | Trixie (gratuit, obținut din Brawl Pass, exclusiv), Navigator (79 geme, exclusiv de Anul Nou Chinezesc) |
| Lou           | Cromatic         | Hybrid        | Brain Freeze        | Can-Do             | Supercool, Hypothermia               | Ice Block, Cryo Syrup                 | Smooth (79 de gemuri), King (Brawl Pass exclusiv) |
| Colonel Ruffs | Cromatic         | Support       | Double-Barrel Laser | Supply Drop        | Air Superiority, Field Promotion     | Take Cover, Air Support               | Marshal (79 de gemuri), Ronin (Brawl Pass exclusiv) |
| Belle         | Cromatic         | Damage Dealer | Shocker             | Spotter            | Positive Feedback, Grounded          | Nest Egg                              | Goldhand (Brawl Pass exclusiv) |
| Buzz          | Cromatic         | Assassin      | Buzz Off            | Torpedo Threw      | Tougher Torpedo, Eyes Sharp          | Reserve Buoy                          | Born Bad (exclusiv la Brawl Pass), Director (25.000 star points, la Power League) |
| Ash           | Cromatic         | Tank          | Clean-Up            | Little Helpers     | First Bash, Mad as Heck              | Chill Pill                            | Ninja (exclusiv la Brawl Pass) |
| Lola          | Cromatic         | Damage Dealer | Diamond Eyes        | Megalomaniac       | Freeze Freme,Stund Duble             |                                       | |

| Sezon                            | Perioadă                         | Descriere |
| -------------------------------- | -------------------------------- | --- |
| Sezonul 1: Tara's Bazaar         | Mai 2020 – Iulie 2020            | Brawler-ul Gale a fost introdus în acest sezon. Brawl Pass-ul a avut 60 de tiere. |
| Sezonul 2: Summer of Monsters    | Iulie 2020 – Septembrie 2020     | Brawler-ul Surge a fost introdus în acest sezon. Acest sezon a adăugat 10 tier-uri în plus aducând numărul la 70. Acest sezon a durat cu 10 săptămâni mai mult ca cel anterior. |
| Sezonul 3: Welcome to Starr Park | Septembrie 2020 – Noiembrie 2020 | Brawler-ul Colette a fost introdus. Pin Pack-urile au fost introduse începând cu acest sezon. |
| Sezonul 4: Holiday Getaway       | Noiembrie 2020 – Februarie 2021  | Brawler-ul Lou a fost introdus în acest sezon. Supercell a eliminat posibilitatea de a obține un brawler cromatic (din sezonul în desfășurare) înainte de a ajunge la tier 30 in Brawl Pass. Obținerea unui brawler cromatic va scădea șansa de obținere a unui brawler legendar.                            |
| Sezonul 5: Starr Force           | Februarie 2021 – Aprilie 2021    | Brawler-ul Colonel Ruffs a fost introdus. A fost introdus Stu |
| Sezonul 6: The Gold Armed Gang   | Aprilie 2021 – Iunie 2021        | Brawler-ul Belle a fost introdus. Chiar dacă nu este o cromatică, brawler-ul Squaek a fost introdus în acest update și va fi lansat în mai. Acest sezon este bazat pe vestul sălbatic. Acest sezon mai aduce și un gamemod temporar numit Knockout, unde trebuie să elimini echipa inamică pentru a câștiga. |
| Sezonul 7: Jurassic Splash       | Iunie 2021 - August 2021         | Brawlerul Buzz a fost cromaticul sezonului. Brawlerul Griff a fost adăugat. Knockout a rămas definitiv, iar 3 gamemode-uri temporare au fost adăugate. |
| Sezonul 8: Once Upon a Brawl     | August 2021 - Noiembrie 2021     | Brawlerul chromatic Ash a fost adăugat în acest sezon, iar modificările pentru Club au fost anunțate. |
| Sezonul 9: Brallywood            | Noiembrie 2021                   | Brawlerul cromatic Lola a fost adăugată și modificările pentru club |

Sezonul 10:Year of The tiger
Au fost adăugați Grom și Fang.
Grom este brawler Epic iar Fang e brawler Cromatic 

Este adaugată Eve noul brawler de brawl pass
Este adăugată Janet 
Este adaugat Otis și un nou gamemod numit Hunters
In sezonul 14 este adaugat Sam.

## Dezvoltare și lansare
Pe 14 iunie 2017, Supercell a anunțat jocul într-un videoclip livestream pe YouTube. Acesta a primit o lansare soft iOS în magazinul de aplicații canadian în ziua următoare. Jocul a fost disponibil în Canada, Finlanda, Suedia, Danemarca, Norvegia, Irlanda, Singapore, Hong Kong, Macao și în magazinele de aplicații din Malaysia pe 19 iunie 2018. Pe 26 iunie, Android a primit accesul la joc ca o continuare a lansării soft. Pe 14 noiembrie, Supercell a anunțat lansarea globală pe un flux YouTube. Jocul a fost lansat la nivel global pe 12 decembrie 2018, și a câștigat mai mult de 63 milioane de dolari în prima lună.

### Esports
În 2019, Red Bull a găzduit un turneu Brawl Stars, care a solicitat fiecărei echipe să aibă un creator de conținut YouTube. Finalele au avut loc la 2 februarie 2019.

## Dezvoltatori
În prezent Frank Keienburg este conducătorul echipei de dezvoltare al Brawl Stars-ului. Update-urile sunt anunțate pe canalul oficial Brawl Stars prin videoclipuri numite Brawl Talk. În Brawl Talk apar Frank Keienburg, Ryan Lighton și Dani. În Brawl Talk-ul publicat pe data de 3 aprilie 2021, Ryan a anunțat că a primit o promovare și că acela va fi ultimul său Brawl Talk. Ryan a fost înlocuit cu Paula. Ea va fi cea care va prezenta Brawl Talk-urile, și manager-ul comunității. In vara anului 2023 Paula este inlocuita de Marzio  ca community manager.

## Premii
Jocul a fost nominalizat pentru distincțiile "Mobile Game" și "EE Mobile Game of the Year" la British Academy Games Awards, ediția a 15-a.